# Феодора Македонська
Феодора Македонська (*Θεοδώρα, бл. 946 — після 976) — візантійська імператриця.

## Життєпис
Походила з Македонської династії. Друга дочка візантійського імператора Костянтина VII та Олени Лакапінеси. Народилася близько 946 року в Константинополі. Під орудою матері здобула блискучу освіту, зокрема мала знання з управління державою. Після смерті батька у 959 році разом з сестрами Феодору запроторили за наказом її брата — імператора Романа II — до монастиря в Антіохії. Тут Феодора перебувала до 971 року. Тоді новий імператор Іоанн I задля зміцнення свого становища забрав Феодору з монастиря та взяв з нею шлюб.
Про подружнє життя замало відомостей. Вже у 976 році чоловік помирає, а її знову було відправлено до монастиря. 
Дата смерті невідома.